# ルドルフ・ドレシェル

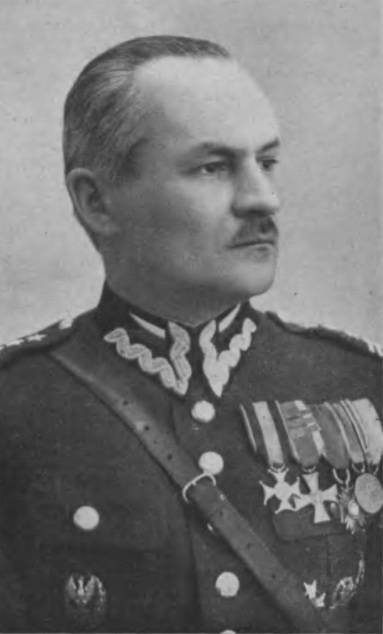
ルドルフ・ドレシェル

ルドルフ・ドレシェル（Rudolf Dreszer, 1891年2月27日 - 1958年）は、ポーランドの軍人。准将。
現マゾフシェ県のグロジスク出身。兄のグスタフも軍人。1909年～1914年、ベルギーの電気工学大学で学ぶ。第一次大戦期間中の1912年～1913年、召集されロシア帝国軍に勤務。1914年、再召集され、第一次世界大戦に従軍。1917年10月、第1ポーランド軍団に入隊。
1918年11月からポーランド軍に勤務し、ヘウム警備司令、後に第7軽騎兵連隊長、第1前哨連隊長を歴任。1920年8月から第201連隊長。ワルシャワの参謀本部学校を卒業。1921年10月から騎兵監察部、陸軍監察部で勤務。1924年6月から第1騎兵師団参謀部。1924年10月から共通騎兵学校長。1927年8月から第15軽騎兵連隊長、1932年からスヴァウキ騎兵旅団長、1937年4月からヴィルノ騎兵旅団長。
ドイツ軍のポーランド侵攻時、「プルスィ」軍編成下の第1騎兵作戦群を指揮。ポーランド降伏後、フランスに亡命し、亡命ポーランド人から成る第4師団の長となった。師団長として、1940年のフランス戦役に参加し、師団将兵と共にダンケルクからイギリスに撤退。撤退した部隊は第5ポーランド旅団の中核となり、ドレシェルは旅団長となった。
その後軍を離れ、戦後は移住先のカナダで余生を送った。